# Suniaire Ier de Barcelone
Suniaire Ier de Barcelone (Suniario I de Barcelona en castillan ; Sunyer I de Barcelona en catalan) né vers 890 - mort le 15 octobre 950, fils de Guifred le Velu, fut comte de Barcelone, Gérone et Osona de 911 à 948, succédant à son frère Guifred II Borrell.

## Biographie
Suniaire fut excommunié par décision du concile local de Port pour être à l'origine de nominations ecclésiastiques que l'Église ne reconnaissait pas. Cette excommunication sera levée lors d'un autre concile local à Saint-Vincent de Jonquières.
En 942-943, Suniaire dut affronter les Hongrois qui avaient pénétré jusque dans la région de Lérida.
Il abdique en 947 au profit de son fils Borrell II et se fait moine à l'abbaye de Lagrasse.

## Descendance
Après une première union en 920 avec Emilde fille d'Ermengaud de Rouergue il n'eut pas d'héritier mâle.
Il se remaria en 925 avec sa sœur Richilde, fille d'Ermengaud de Rouergue.
On lui connaît au moins cinq enfants potentiels :
- Borrell II ;
- Ermengol ou Ermengaud de Barcelone[2], comte de Vic, d'Osona, décédé vers 947[3] ;
- Miron de Barcelone, co-comte de Barcelone (†966) ;
- Adélaïde "Bonafilia" (?), abbesse de Sant Pere de les Puelles à Barcelone (†950) ;
- Guillem.